# Claude Fauchet

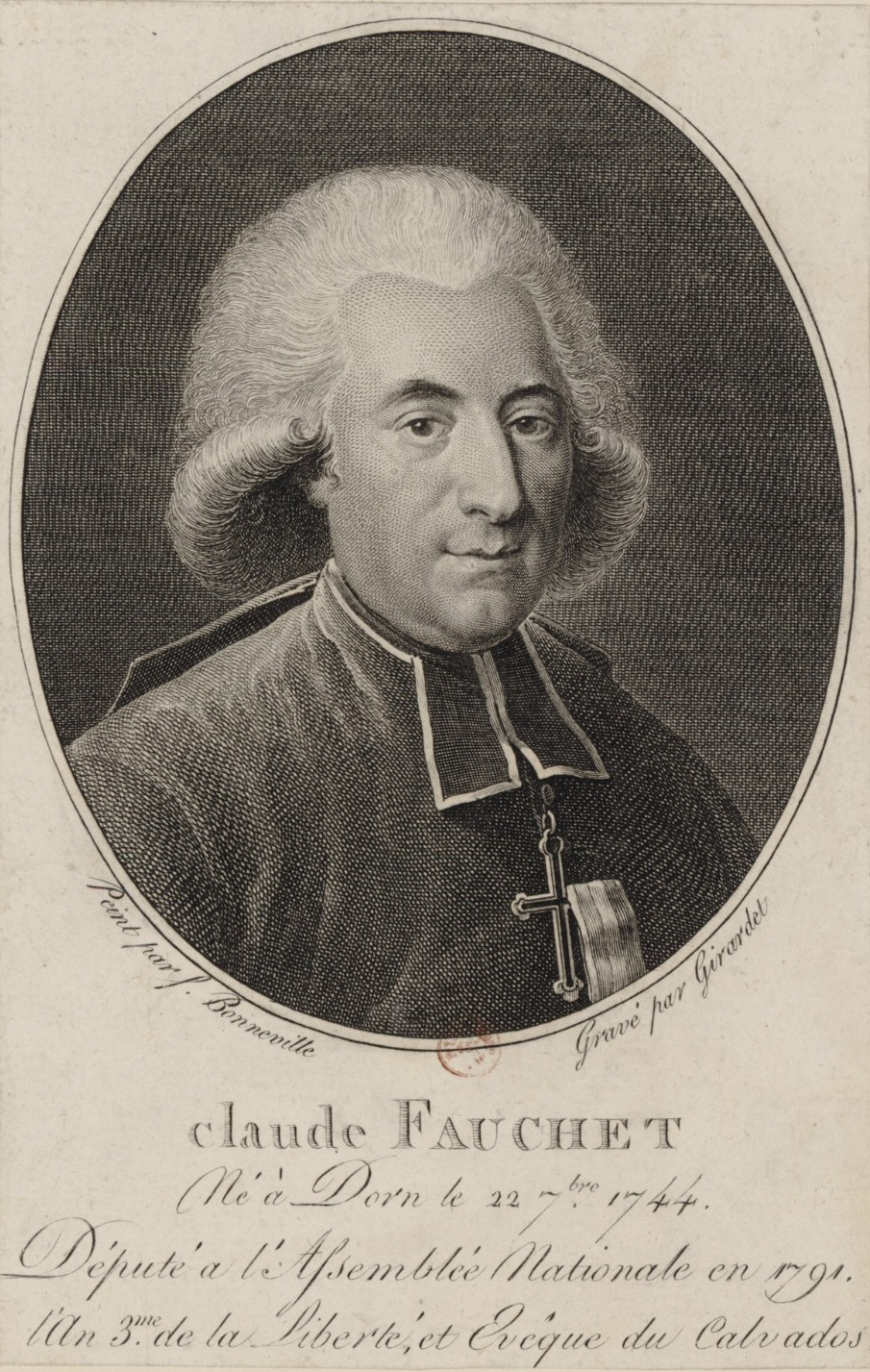
Claude Fauchet

Claude Fauchet (Dornes (Nièvre), 22 de septiembre de 1744 - París, 31 de octubre de 1793) fue un sacerdote revolucionario francés, que junto con Nicolás de Bonneville fundó el Círculo Social, también conocido como Les Amis de la Vérité ('Los Amigos de la Verdad'), que, influenciado por el igualitarismo de Rousseau, el socialismo utópico de Mably y el mesmerismo, defendió la democracia y la implantación de una serie de reformas que permitieran alcanzar la igualdad social.

## Vida y obras
Sacerdote en Saint-Roch, París, brillante orador, nombrado consejero del rey en 1783, Claude Fauchet es obligado a renunciar a este título a causa de sus excesos verbales contra la Corte y el régimen.
Se adhiere, con entusiasmo, a la naciente Revolución, redacta el cuaderno de quejas de la parroquia de Saint-Roch, y edita Sobre la religión nacional, libro en el que se muestra partidario del un catolicismo de Estado, preconizando la elección de los obispos por los laicos. Elegido para formar parte de la municipalidad insurrecta el 13 de julio de 1789, acude a la Bastilla al día siguiente y dirige, el 5 de agosto de 1789, la oración fúnebre dedicada a los caídos y titulada Discurs sur la liberté française, siendo aclamado al bajar del púlpito. Fue nombrado presidente del comité de policía de la Comuna de París y capellán general de la guardia nacional.
Seguidor de las ideas de Rousseau, en octubre de 1790 funda con Nicolás de Bonneville el Círculo Social, con el objetivo de constituirse en una «tribuna» del pueblo que vigilara las tareas de la Asamblea Nacional Constituyente y las acciones del gobierno. Concebido inicialmente como una organización con un número limitado de miembros, pronto se abrió a más gente al convertirse en una Federación de Amigos de la Verdad con la misión de fomentar «la unión de todos los pueblos y todos los individuos que habitan la tierra en una única familia de hermanos ligados por la inclinación de cada uno al bien general», en el que se puede apreciar la huella de Rousseau. Especialmente tras la aprobación del sufragio censitario por la Asamblea Nacional Constituyente y tras la fracasada fuga de Varennes del rey Luis XVI en julio de 1791, el Círculo se convirtió en uno de los principales defensores de la causa democrática y republicana.

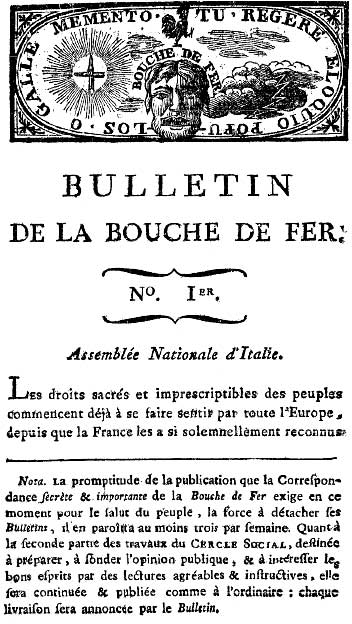
Primera página del periódico La Bouche de fer, editado por el Círculo Social entre 1790 y 1791

Rousseau también era la principal referencia en cuanto al modelo social igualitario que propugnaba el Círculo Social. «En una sociedad bien ordenada todos los derechos son comunes. La santa soberanía debe orientarse de forma que todos posean algo y que nadie tenga demasiado», escribió Fauchet en el número 22 de La Bouche de Fer, el periódico del Círculo. Para conseguirlo defendía que «el derecho que todo particular tiene sobre sus bienes está siempre subordinado al derecho que la comunidad tiene sobre todos, sin lo cual no habría ni solidez en el vínculo social, ni fuerza real en el vínculo de la soberanía». Asimismo se debía asegurar a todos «una subsistencia suficiente», parcelando la tierra en lotes iguales y confiscando «todo lo que de inútil» y «superfluo» posean los ricos, porque «si cualquier hombre, en cualquier lugar, no tiene asegurado por la Constitución el vivir con suficientes medios de vida, no hay en absoluto Constitución, la naturaleza es violada y la libertad no existe» —en esto Fauchet coincidía con el enragé Jacques Roux—. Eran unas ideas que Fauchet había esbozado por primera vez en Sobre la religión nacional, obra publicada en 1789, antes del nacimiento del Círculo. «Es preciso cerrar las tres grandes fuentes de crímenes: la extrema riqueza, la extrema miseria y sobre todo la ociosidad», había escrito.
Fauchet, como Bonneville, consideró el cristianismo primitivo un sistema superior a otros habidos en la Antigüedad al afirmar que «la tierra, así como el aire, no son propiedad de nadie y sus frutos son de todo el mundo».
Preocupado por el futuro y convertido en vicario del arzobispo de Bourges, pretendió, en vano, las sedes de Nevers y de París, pero consiguió la de Caen. El 1 de abril de 1791, realizó una visita por las sociedades populares de Calvados. Tres meses después fue acusado de estar predicando la "ley agraria" y de ser el responsable del motín que estalló en Falaise por lo que se le prohíbe intervenir en Bayeux. En las elecciones para la Asamblea Legislativa obtiene el escaño por el departamento de Calvados. Una vez en París se incorpora al Club de los Jacobinos y trata de obtener la presidencia, denuncia a la Asamblea al ministro Claude Antoine de Valdec de Lessart, que había manifestado su abierta hostilidad hacia él después de los altercados de Calvados.  Cometió la torpeza de defender a Luis María Narbonne Lara, y se expone a las iras de Maximilien Robespierre que obliga al excapuchino François Chabot a denunciarle y excluirlo del Club de los Jacobinos en septiembre de 1792. 
Reelegido en la Convención por el departamento de Calvados, suspende de toda actividad a los sacerdotes casados de su diócesis, después se adhiere a los Girondinos y funda en enero de 1793 Le Journal des amis. Se opone a la condena de muerte del rey, ataca a la Montaña que le reprocha su oposición al matrimonio de los sacerdotes y al divorcio. Desde la tribuna, denuncia el ateísmo de numerosos Montagnards, pide que  Jean-Paul Marat sea acusado y critica la pujanza de la Comuna de París. Jean-Nicolas Pache le inscribe en la lista de los diputados a eliminar de la Convención pero él escapa antes de la proscripción que amenaza a los Girondinos. Sin embargo, François Chabot le denuncia como instigador de la muerte de Jean-Paul Marat y es detenido, juzgado y declarado cómplice de Charlotte Corday y los federalistas normandos, por lo que es condenado a muerte. El 31 de octubre de 1793 es guillotinado en París.